# 카우나스 공과대학교
카우나스 공과대학교(리투아니아어: Kauno Technologijos Universitetas, KTU)는 리투아니아 카우나스 소재의 공립 이공계 연구중심대학교이다. 고등과정으로 알려진 카우나스 공과대학교는 1920년 1월 27일 처음으로 설립되었다. 교원들과 학생의 증가율에 따라 1922년 2월 16일 리투아니아 정부에 의해 카우나스공과대학교는 첫 독립고등교육기관으로 세워졌으며 1930년에 Vytautas Magnus이란 이름으로 개칭되었는데 아래의 4개의 분야로 특성화되었다.
- 토목공학
- 기계학
- 전기공학
- 화학공학

세계 2차대전의 대란을 통해 리투아니아는 소련에 합병되고 그다음엔 나치독일 그 후 다시 소련에 의해 점령되었다. 카우나스공과대학교는 많은 이름으로 바뀌고 나서 결국 1943년에 폐교되었다.
1944년 소련에 재점령이후에 카우나스공과대학교는 다시 재개교 되었고 1946년 마침내 카우나스공과대학 (KPI)과 의학대학이 설립되었다. 페레스트로이카의 영향하에 리투아니아 소비에트 사회주의 공화국은 해당학교의 지위를 회복시키고자 했으며 현재의 카우나스공과대학교 (KTU)의 이름을 갖게 되었다. 소련으로부터의 독립은 자율교과목제와 학점제 동시에 다양한 서방유럽기관들의 회원이 되는 등 급속한 서구화를 가져왔다.
1922년 설립이래로, 카나우스공과대학교는 125,000명의 졸업생을 배출해내었고 소련으로부터의 독립이래로 1,000명의 박사와 62,000명의 학부생, 석사를 배출했다.
현재는 약 3000명의 교직원과 대략 17,000명의 학생으로 카나우스 공과대학교는 발트해 국가들 중에서 규모가 가장 큰 공과대학교이다.

## 역사

### 고등교육과정
수학자 Z. Žemaitis와 물리학자 J. Vabalas-Gudaitis는 다른 지식인들과 함께 카우나스에 첫 고등과정의 교육기관을 세운다. 이것이 현재의 카우나스공과대학교의 전신이 된다. 다른 세분 분야 중에서도 기술 분야를 포함하는 교육기관은 공학자 J. Šimoliūnas에 의해 총괄되었으며 이 고등교육기관은 성공적인 성장으로 2년 만에 이미 480명의 학생과 48명의 강사를 보유하게 되었으며 이에 상당히 만족하였다.
1922년 2월 16일 리투아니아 정부는 해당 학교를 대학교로 재설립하는 방안을 통과시킨다. 리투아니아의 대통령 A. Stulginskis은 J. Šimkus 박사를 초대 총장으로 임명하였다. 동시에 아래의 인물들이 각 대학의 학장으로 임명되었다.
- 신학학장: 예하 J. Mačiulis-Maironis
- 사회과학학장: A. Voldemaras
- 수학-자연과학학장: Z. Žemaitis
- 의학학장: P. Avižonis
- 공학학장: P. Jodelė

### Vytautas Magnus대학교
1930년 6월 7일 Vytautas Magnus대학교로 이름 지어졌다. 7개 대학으로 구성되었으며 아래와 같다.
- 신학-철학대학
- 복음주의 신학대학
- 인문대학
- 법학대학
- 수학-자연과학 대학
- 의학대학
- 공학대학

1940년대 초 Vytautas Magnus 대학교는 법학대학과 인문대학의 빌뉴스대학교로의 이관으로 재편성되었다.

### 세계 2차대전
1940년 8월 21일 소련에 의해 점령되었고, 리투아니아 소비에트 사회주의 공화국은 카우나스대학교의 이름을 개명하도록 지시를 받는다. 1940년 가을 수학-자연과학대학은 빌뉴스대학교로 이관된다.
1941년 나치독일의 점령으로 카나우스대학교는 5개 대학기관과 함께 다시 한 번 Vytautas Magnus대학교로 개명하게 된다. 5개의 대학기관은 아래와 같다.
- 신학대학
- 철학대학
- 기술대학
- 토목공학대학
- 수학대학

1943년 3월 17일 카나우스대학교는 다른 대학들과 마찬가지로 폐교된다.
1944년 11월 13일 리투아니아 소비에트 사회주의 공화국은 카우나스대학교를 재개교하고 1946년까지 카우나스 국립 Vytautas Magnus대학교라는 이름으로 운영하였다.

### 세계 2차대전 이후
1949년 6월 역사대학과 철학대학은 폐쇄된다.
1950년 카우나스대학교는 카우나스공과대학 (KPI)과 의과대학으로 재편성되었다. 소련의 점령 동안 공과대학은 러시아화와 인터네셔널화에 저항하는 시도를 하였고 이전의 유럽대학의 정신, 국가의 학풍을 유지하며 리투아니아어로 가르치려 하였다.
1990년 카우나스공과대학은 카우나스공과대학교 (KTU)로 이름지어졌고 학교의 지위를 되찾았으며 과학연구 개선에 착수하였다.
1992년 카우나스공과대학교는 리투아니아의 교육-과학 법에 따른 고등 교육과 연구과정 그리고 학위수여에 대한 새로운 절차의 2단계 학위 수여 프로그램을 시작했다.
1993년 연구와 과학의 통합, 폭넓은 기초교육, 교양프로그램, 개별연구 차원에서 서구의 자율교과목제와 학점제가 시행되었다
1998년 카우나스공과대학교는 유럽대학교의 마그나 카르타에 가입하였고 유럽대학협회 (EUA)와 국제대학협회 (IAU)의 회원이 되었다.

## 캠퍼스
카우나스공과대학교는 13개의 대학 [파네베지스 (Panevėžys)에 2개의 대학이 소재], 국제연구 센터기관, 11개의 연구기관, 6개의 기타시설들을 가지고 있다.
카우나스공과대학교의 도서관은 리투아니아어와 외국어를 포함한 130만권의 도서와 공학, 기술학, 물리학에 관한 학술지를 소장하고 있다. 도서관의 시설은 17개의 시청각 자료실과 10개의 열람실 그리고 500대 이상의 컴퓨터를 보유하고 있다.
대학방송은 1960년대에 발간이 시작된 대학신문인 “Studijų aidai”(한. 스터디 에코, 영. Study Echoes)를 포함하여 “Gaudeamus” (한. 야단 법석, 축제 놀이)라는 라디오방송국과 “Kobra TV”라는 TV채널이 있다.

## 교육과정
카우나스공과대학교는 17개의 박사, 61개의 석사, 48개의 학부 그리고 5개의 학부 중에서 2개의 특별 직업 연구 프로그램을 제공하며 11개의 석사 프로그램은 외국어로 진행된다. 주 분야는 공학뿐만 아니라 인문학에서 물리학, 생체의학, 사회과학까지 다양하다.
카우나스공과대학교에는 14개의 다른 학부가 존재하며 아래와 같다.
- 화학공학대학
- 건축토목공학대학
- 디자인공학대학
- 경제ㆍ경영대학
- 전기전자제어공학대학
- 기초과학대학
- 인문대학
- 정보학대학
- 메커트로닉스ㆍ기계공학대학
- 사회과학대학
- 전자정보통신대학
- 국제연구센터
- 파네베지스 (Panevėžys) 기관의 경영관리대학, 기술학대학

2009년 학생들의 지적 능력을 최대화 할 수 있도록 만드는 것을 목표로 하는 학업발전을 위한 센터가 세워졌다. 카우나스공과대학교는 Children University (7-14세의 아동을 위한 일종의 학습제공, 사회운동, 지역마다 분포)가 8세에서 12세의 어린이들이 과학과 관련된 수업에 참여하고 과학자들을 만날 수 있게 하였으며 실험실 방문을 허가했다.

## 성과 및 업적
카우나스공과대학교의 과학적 성과들은 다양한 방법으로 보여진다. 미국 과학 정보 연구소 (ISI)의 리스트에 포함된 복수의 과학지에 적어도 500편의 과학논문, 10편이상의 전공논문을 게재하였으며 타 논평 과학지에는 700편 이상의 학술지 (소형) 논문을 게재하였다.
1998년에 카우나스공과대학교는 지역의 벤처 기업 육성 시설을 설립하였다. 이는 새로운 사업에 관심 있는 기업들에 대해 지원을 제공하는 리투아니아 최초의 공학 벤처 기업 육성 시설이다.
2007년 카우나스공과대학교는 산업적 재산물에 대한 등록과 특허권을 수여하는 세계 지적 소유권 기관 (WIPO)으로부터 상을 수여받았다. 2008년 세계 지적 소유권 기관 (WIPO)은 카우나스공과대학교의 화학공학대학 소속인 2명의 교수 (Vytautas Getautis, Juozas Vidas Gražulevičius)에게 상을 수여하였다. 독립 후 20년 동안 45개 대학교의 과학자들이 리투아니아 과학상을 수상하였다.
2008년 Rymantas Jonas Kažys 교수는 초음속 측정과 초음속 진단기술 발견을 위한 협력개발과 동시에 유럽 과학협회 최초로 내셔널 어워드 (National Award)를 수상하였다. 2008년에 카우나스공과대학의 환경공학대학은 예방을 위한 에너지 절약과 낭비의 최소화 혁신 발전과 APIN-SPIN시행에 대한 2008 에너지 글로브 네셔널 어워드 (National Award)를 수여받았다.
2010년 환경공학대학의 학장인 Jurgis Kazimieras Staniškis교수는 2010 발틱해 어워드를 수상하였다. 발틱해 어워드는 발틱해 지역에 발전이나 이곳에 많은 공헌을 한 활동들이나 기술적 결정, 새로이 발견한 과학연구를 실제 적용한 개인이나 조직에게 돌아간다. Staniškis는 이 상을 받은 현재 유일한 리투아니아 과학자이다.
2009년 유럽 위원회인 EACEA는 카우나스공과대학교에 유럽 전역에 알려진 졸업증의 추가 라벨을 수여하였으며 이는 해당 라벨을 지닌 국가나 해외에 있어 취직 기회를 용이하게 하였다. 2009년 카우나스공과대학교는 카우나스 유스 어워드에서 청년파트너 상을 수상하였으며 카우나스대학교 학생회는 청년협회상을 수상하였다.
학문적 성과와는 별도로 1989년에는 카우나스공과대학교의 체육관이 설립되었다. 중등학교를 지원한 첫 대학교로서 이를 통해 리투아니아의 재능 있는 어린이들을 지원하였다. 주간잡지 “Veidas”에서 시행한 연간 순위 중 리투아니아에서 현재 2위를 차지하고 있다.
2010년 첫 번째 투자 사업의 Santaka 후원인 장학 통합과학, 연구, 사업센터의 협정이 서명되었다. 이 사업의 시행은 카우나스의 카우나스공과대학 학생 캠퍼스 안에 세계적 수준의 국가자유열람 R&D센터 설립을 목표로 하고 있다. 해당 센터는 지속가능한 화학, 메커트로닉스, 정보통신기술 그리고 리투아니아 경제의 상당한 부분과 수출의 중요한 부분을 차지하는 지속가능한 에너지 자원에 주로 중점을 두고 있다.
식품과학공학역량센터는 통합과학, 연구, 사업 센터의 발전을 위한 사업의 일환으로 시작될 또 다른 프로젝트이다. 이 프로젝트는 카우나스공과대학교가 리투아니아 원예기관과 함께 시행한다. 해당 기관은 식품 기술과 장비 그리고 질적연구분석장비가 모여 있는 것으로 알려져 있다.

## 국제 관계
카나우스 공과대학교는 아래의 회원이다.
- 유럽대학협회 (Association of European Universities – EUA)
- 공학교육을 위한 유럽사회 [European Society for Engineering Education – SEFI (Société Européenne pour la Formation des Ingénieurs)]
- 선진공학 교육 및 연구를 위한 유럽대학 협의회 (The Conference of European Schools for Advanced Engineering Education and Research – CESAER)
- 유네스코 국제공학교육센터 (UNESCO International Centre of Engineering Education – UICEE)
- 지속적인 국제공학교육협회 (International Association of Continuing Engineering Education – IACEE)
- 유럽대학의 지속적인 교육네트워크 (European Universities Continuing Education Network – EUCEN)
- 발틱해연안 대학네트워크 (Baltic Sea Region Universities Network – BSRUN)
- 발틱국가 공대협회 (Association of Technical Universities of Baltic States – ATUBS)
- 발틱국가 공대컨소시엄 (University Consortium in Science and Technology of Baltic Countries – BALTECH)
- 유럽대학의 마그나카르타 (“Magna Charta” of European Universities)

## 대한민국 기관과의 관계
- 경희대학교 (교환학생)
- 연세대학교 (교환학생)
- 삼성전자

## 참고 문헌
1. ↑  http://datos.kvb.lt/en/index.php?option=com_laikotarpiai&task=view&id=23&Itemid=69
2. ↑  “보관된 사본”. 2011년 7월 22일에 원본 문서에서 보존된 문서. 2012년 10월 29일에 확인함.
3. ↑  “보관된 사본”. 2012년 7월 8일에 원본 문서에서 보존된 문서. 2012년 10월 29일에 확인함.
4. ↑  “보관된 사본”. 2012년 7월 10일에 원본 문서에서 보존된 문서. 2012년 10월 29일에 확인함.
5. ↑  http://www.smm.lt/en/smt/valleys.htm